# Novo Aripuanã
Novo Aripuanã is een gemeente in de Braziliaanse deelstaat Amazonas. De gemeente telt 18.952 inwoners (schatting 2009).